# 김기창 (화가)

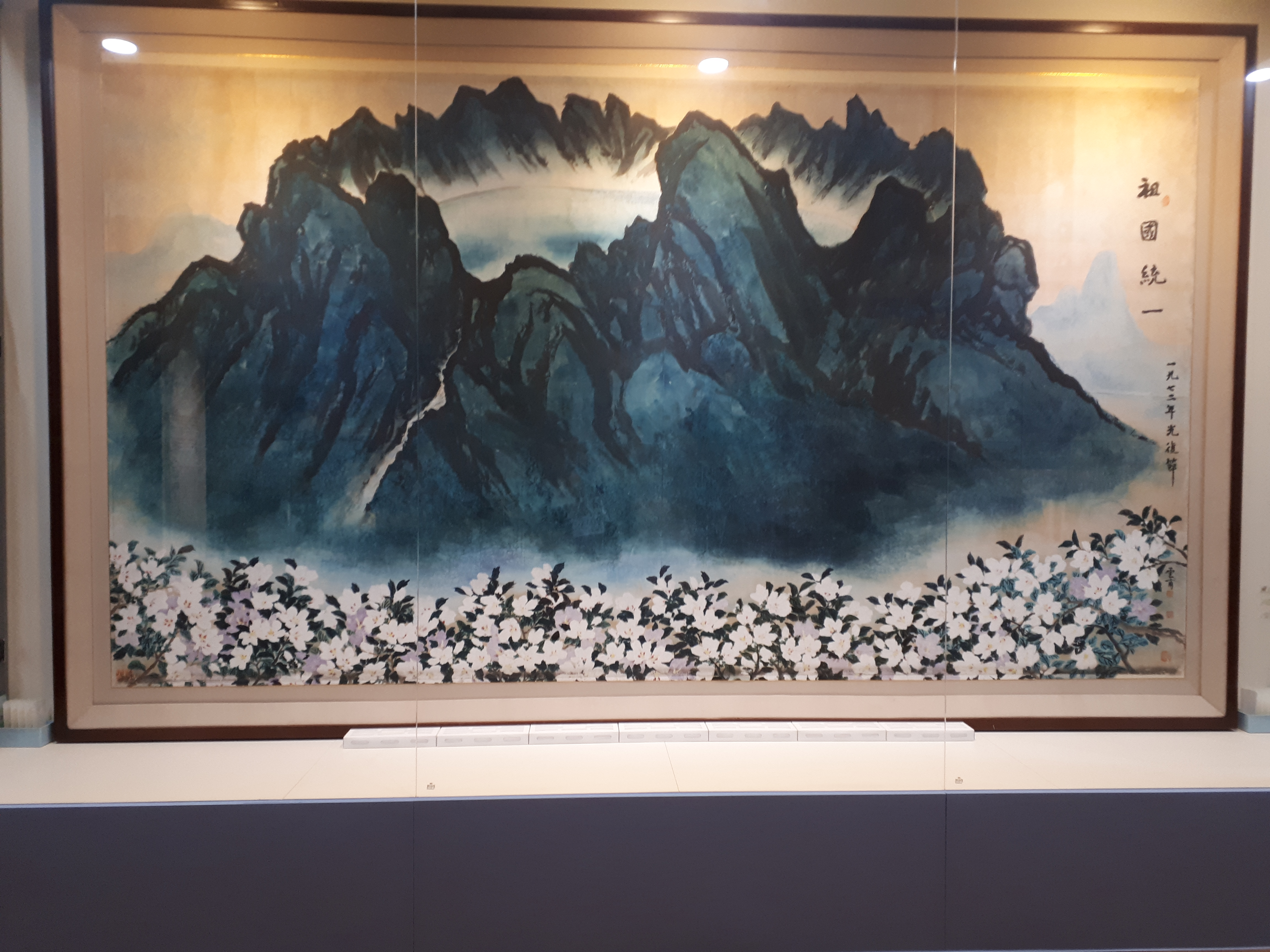
백두산천지, 운보 김기창 작

김기창(金基昶, 1913년 2월 18일 ~ 2001년 1월 23일)은 대한민국의 동양화가로, 호는 운보(雲甫), 운포(雲圃)이다. 본관은 김해(金海)이며 경성부 출생이다. 종교는 천주교이며 천주교 세례명은 베드로였다.

## 생애
김기창은 1913년 서울 운니동에서 당시 총독부 토지관리국 직원이던 아버지 김승환과 어머니 한윤명 사이에서 8남매 중 장남으로 태어났다. 보통학교 입학 이전까지의 유년기를 잠시 충청남도 공주에서 보내기도 했다. 여덟 살(승동보통학교 2학년)에 장티푸스로 인한 고열로 청각을 상실한 후 언어 장애의 증세가 있었다. 하지만 아들의 재능을 알아본 어머니의 소개로 이당(以堂) 김은호 화백에게 동양화를 배워 1931년 조선미술대전에 출품하여 1940년까지 6회 입선, 특선 3회를 기록했다.
24살 때인 조선미술전람회(줄여서 ‘선전’)에서 최고상을 받은 운보는 연4회 특선 경력으로 27살에 선전 추천작가가 되었는데, 이후로 광복 전까지 주로 일제의 내선일체 사상을 정당화하는 친일 활동이 이어졌다. 1942년에서 1944년까지 일제 말 친일 미술전인 반도총후미술전(半島銃後美術展)에 후소회 동문인 장우성과 함께 일본화부 추천작가로 발탁되었다. 1943년 8월 6일자 《매일신보》에 게재된 〈님의 부르심을 받고서〉, 조선식산은행의 사보 《회심(會心)》지에 실린 그림과 훈련병을 그린 〈총후병사〉, 조선총독부의 후원을 받아 경성일보사가 1944년 3월부터 7개월간 서울에서 연 ‘결전’ 미술전람회에 출품된 〈적진육박〉이 친일 작품으로 지적되기도 한다. 1940년 10월 조선남화연맹전, 1943년 1월 애국백인일수전람회를 통해 일제의 기금 모집에 협력하였다.
1943년에 아내 박래현과 처음 만나서 3년간의 필담 연애 끝에 1946년 결혼하였다.
1957년 미국 뉴욕 월드하우스 화랑 주최 교 한국 현대작가전에 초대 출품했다. 1960년 국전 초대작가가 되어 국전 심사위원을 역임하고, 타이베이(台北)와 홍콩에서 열린 한국미술전에 출품했고 이어 도쿄(東京)·마닐라에서 열린 한국미술전에도 출품했다. 1962년 수도여자사범대학(훗날 세종대학교)으로 교직을 옮겼고 문화자유전에 출품했다. 1963년에 5월문예상 미술본상을 수상했고, 제7회 상파울로 비엔날레에도 한국 대표로 출품했다. 1964년 미국무성의 초청으로 도미(渡美), 1969년에 재차 도미하여 뉴욕에서 개인전을 가졌다. 홍익대학교와 세종대학교에서 강의를 한 적이 있다. 1979년 한국농아복지회를 창설하여 초대회장에 취임하였고, 1984년에는 서울 역삼동에 청각장애인을 위한 복지센터인 청음회관을 설립하였다.

## 학력
- 경성 승동보통학교 졸업

### 비학위 수료
- 이당 김은호 화숙에서 수업

### 명예 박사 학위
- 세종대학교 명예 교육학 박사

## 작품 세계
그의 화풍은 자유롭고 활달한 필력으로 힘차고 동적인 작품세계를 구축하여, 고시적인 풍속화에서부터, 형태의 대담한 왜곡을 거쳐 극단적인 추상에 이르기까지 구상, 추상의 전 영역을 망라하는 폭넓은 작가적 역량을 구사했다.
또한 복음서의 예수 전승(傳承)을 한국적으로 해석, 예수를 한복을 입은 한국인으로 묘사한 동양화를 그렸는데 이는 예수를 한국적으로 묘사함으로써 기독교를 토착화하기 위한 신학적인 시도로 보인다. 하지만 역사적 예수는 로마 제국, 헤롯 왕실, 예루살렘 성전의 착취를 받는 가난한 농촌공동체요, '신통한 것이 나올 수 없는 곳', '이방인의 갈릴리'라고 불릴만큼 무시와 소외를 받는 지역인 갈릴리에서 변변치 않은 직업인 목수로 살아간 민중이었는데, 김기창 화백의 그림에서는 양반의 옷을 입고 있는 모순이 있다.
대표작으로 〈세종대왕 초상〉, 〈군마도〉, 〈청산도〉, 〈소와 여인〉, <가을>, <보리타작> 등이 있다.
그가 일제 군국주의를 찬양·고무하기 위해 그린 〈님의 부르심을 받고서〉, 〈완전군장의 총후병사〉 등은 1943년 8월 6일자 《매일신보》에 실렸다.

## 일제 말 친일 행적 논란
그는 그의 뛰어난 붓놀림으로 일제 군국주의를 떠받쳐 준 전력을 가진 화가로 평가되기도 한다. 그의 그림들이 고스란히 남아 이를 대변해주고 있다는 것이다. 운보는 친일 미술인 단체인 조선미술가협회 일본화부평의원으로 있던 이당 김은호의 제자로, 식민지 조국의 현실을 외면하고 그림을 통해 일제의 전쟁동원에 적극 협력하였다.
일제 말 친일 미술전의 핵심인 반도총후미술전(半島銃後美術展)에 일본화부 추천작가로 발탁되었다.(1942∼44) 김기창은 일제 군국주의를 찬양·고무하기 위한 선전 작업에도 앞장섰다. 이는 우선 신문·잡지류의 대중매체에 실린 삽화를 통해 확인할 수 있다. 〈총후병사〉1944.4 매일신보에 게재된 〈님의 부르심을 받고서〉(1943.8.6), 조선식산은행의 사보 《회심(會心)》지에 실린 그림과 훈련병을 그린 〈총후병사〉는 펜화에 담채를 가한 삽화이다. “완전군장으로 간이 의자에 앉아 휴식을 취하는 병사의 옆모습을 포착한 것으로 얼굴과 주먹 쥔 손에는 성전에 참여한 멸사봉공의 굳은 의지가 생생하게 담겨있다”고 이태호 명지대 교수는 《친일파 99인》에서 밝혔다.
그러나 〈총후병사〉에 대해서 김기창은 "정식으로 그린 그림이 아니라 삽화에 불과해 친일한 작품으로 볼 수 없다."고 친일작품행위를 부정했다. 이러한 운보의 변명에도 불구하고 일제강점기에 당시 남양군도에서 대검을 소총에 끼운 채 적진을 향하고 있는 일본군의 육박전을 묘사한 〈적진육박〉(1944)이라는 작품이 공개되면서 이 말은 거짓말임이 드러나게 되었다. 이에 대해 민족문제연구소는 “적진육박은 일제 군국주의를 찬양하고 소위 ‘황국신민’의 영광을 고취하기 위해 조선총독부의 후원을 받아 경성일보사가 1944년 3월부터 7개월간 서울에서 연 ‘결전’ 미술전람회에 출품됐다”고 밝혔다.
24살 때인 조선미술전람회(줄여서 “선전”)에서 최고상을 받은 운보는 연4회 특선 경력으로 27살 나이에 “선전” 추천작가가 되면서 “추천 작가된 영광”을 일제군국주의에 동조하는 것으로 갚은 사람이다. 조선남화연맹전(1940.10), 애국백인일수전람회(1943.1)를 통해 일제의 기금 모집에 적극 협력하였을 뿐 아니라 그의 유려한 붓끝을 놀려 일제군국주의를 찬양, 고무하는 그림을 그려낸 화가이다.
사후인 2008년 발표된 민간단체 민족문제연구소의 친일인명사전 수록예정자 명단 중 미술 분야에 선정되었으며 2009년 대통령 직속 친일반민족행위진상규명위원회가 발표한 친일반민족행위 705인 명단에도 포함되었다.

## 서훈
- 1977년 은관문화훈장(2등급)
- 2001년 금관문화훈장(1등급, 추서)

## 가족 관계
- 외할아버지 : 청주 한씨 (? ~ 1903년)
- 외할머니 : 이정진 (李貞鎭, 1873년 ~ 1950년)
  - 어머니 : 한윤명 (韓潤明, 1895년 ~ 1932년)
  - 아버지 : 김승환 (1889년 ~ ?)
    - 배우자 : 박래현 (1920년 4월 13일 ~ 1976년 1월 2일)
      - 장녀 : 김현 (1947년 ~ )
      - 장남 : 김완 (1949년 ~ )
      - 차녀 : 김선 (1952년 ~ )
      - 삼녀 : 김영 (1956년 ~ )

    - 남동생 : 김기학 (1915년 ~ ?)
    - 여동생 : 김기옥 (1926년 ~ 1994년 3월 2일 )
    - 남동생 : 김기만 (金基萬, 1929년 5월 9일 ~ 2004년 12월 26일)
    - 사돈 : 손명원(현대미포조선 쌍용자동차 사장, 1941년 5월 5일 ~ )

## 같이 보기
- 운보문화재단
- 운보미술관

## 참고 자료
- 반민족문제연구소 (1993년 4월 1일). 〈김기창 : 스승에게 물려받은 친일화가의 길 (이태호)〉. 《친일파 99인 3》. 서울: 돌베개. ISBN 978-89-7199-013-1.
- 임형두 (2001년 1월 23일). “운보 김기창 화백 별세”. 연합뉴스. 2007년 10월 25일에 확인함.[깨진 링크(과거 내용 찾기)]